# 三木市立志染小学校
三木市立志染小学校（みきしりつ しじみしょうがっこう）は、兵庫県三木市志染町御坂にある公立小学校。

## 進学先中学校
- 同校卒業生のほとんどは三木市立緑が丘中学校に進学する。

## 周辺

### 周辺の施設
- 千体地蔵
- 志染川
- 兵庫県立三木防災公園

### 周辺の道路
- 兵庫県道38号三木三田線
- 兵庫県道83号平野三木線
- 兵庫県道85号神戸加東線
- 志染バイパス
- 山陽自動車道三木東インターチェンジ

## アクセス
- 山陽自動車道三木東インターチェンジより、車ですぐ。

## 著名な出身者
- 薮本吉秀 - 政治家・三木市長
- いもとようこ - 絵本作家
- 橘田規 - プロゴルファー

## 通学区域が隣接している学校
- 三木市立緑が丘東小学校
- 三木市立緑が丘小学校
- 三木市立自由が丘東小学校
- 三木市立自由が丘小学校
- 三木市立三木小学校
- 三木市立豊地小学校
- 神戸市立淡河小学校
- 神戸市立山田小学校
- 神戸市立月が丘小学校
- 神戸市立押部谷小学校